# Илёшин, Борис Иванович
Борис Иванович Илёшин (1924, Тамбовская губерния — 2007, Москва) — русский и советский писатель, публицист, краевед. Член Союза писателей России и Союза журналистов России. Заслуженный работник культуры РСФСР (1975). Лауреат литературной премии имени Ивана Герасимовича Рахманинова.

## Биография
Борис Иванович Илёшин родился 12 декабря 1924 года в селе Уварово Тамбовской губернии (ныне — город в Тамбовской области). В школе был главным редактором школьной газеты, заметки Илёшина печатались в газете «Пионерская правда». Окончив школу в селе Уварово, поступил в Воронежскую спецшколу ВВС.
В декабре 1940 г. Борис Илешин был зачислен в Воронежскую специальную среднюю школу ВВС № 6. После успешного окончания спецшколы в июне 1942 г. он продолжил обучение в Селищенской военной школе авиамехаников Сибирского военного округа (г. Петропавловск, Северо-Казахстанская область).
Военную школу Б. И. Илешин окончил с отличием в августе 1943 г. и был направлен в Липецкую высшую офицерскую авиационную школу на должность старшего авиамеханика. В сентябре 1944 г. был принят в ряды Коммунистической партии.
Участник Великой Отечественной войны.
В 1949-м окончил историко-филологический факультет Воронежского государственного университета. Работал редактором молодёжной газеты в Тамбове, заместителем редактора «Тамбовской правды», начальником Тамбовского областного управления культуры.
С 1964 по 1991 год Илёшин работая в газете «Известия», печатается в журналах «Наука и жизнь», «Огонёк», «Подъём».
Илёшин изучал жизнь выдающихся людей, связанных с Тамбовским краем: поэтов Г. Р. Державина, Е. А. Баратынского и А. М. Жемчужникова, декабриста М. С. Лунина, композиторов С. В. Рахманинова, А. Н. Верстовского, П. И. Чайковского и других.
Умер 22 июня 2007 года в Москве.

## Избранные сочинения
- Илёшин Б. Свидетели живые. — Тамбов, 1960.
- Илёшин Б. Поэт Евгений Абрамович Баратынский— Тамбов, 1961.
- Илёшин Б. Река золотых зорь. — М., 1974.
  - 2-е изд. — М., 1984.
- Илёшин Б. По пути к звёздам. — Воронеж, 1979.
- Илёшин Б. По следам героев. — Воронеж, 1979.
- Илёшин Б. …И голубые небеса. — М., 1981.
- Илёшин Б. Литературные тропинки отчего края. — М., 1986.
- Илёшин Б. Глоток малиновой воды. — М., 1990.

## Награды и звания
- орден Трудового Красного Знамени (13.03.1967)
- орден Дружбы народов (02.06.1981)
- орден «Знак Почёта»
- медали
- Заслуженный работник культуры РСФСР (23.07.1975)
- Лауреат литературной премии имени Ивана Герасимовича Рахманинова